# Aprender a Rezar na Era da Técnica
Aprender a Rezar na Era da Técnica é o quarto romance da série O Reino do escritor português Gonçalo M. Tavares, publicado em 2007 pela Editorial Caminho.